# Planetă extragalactică

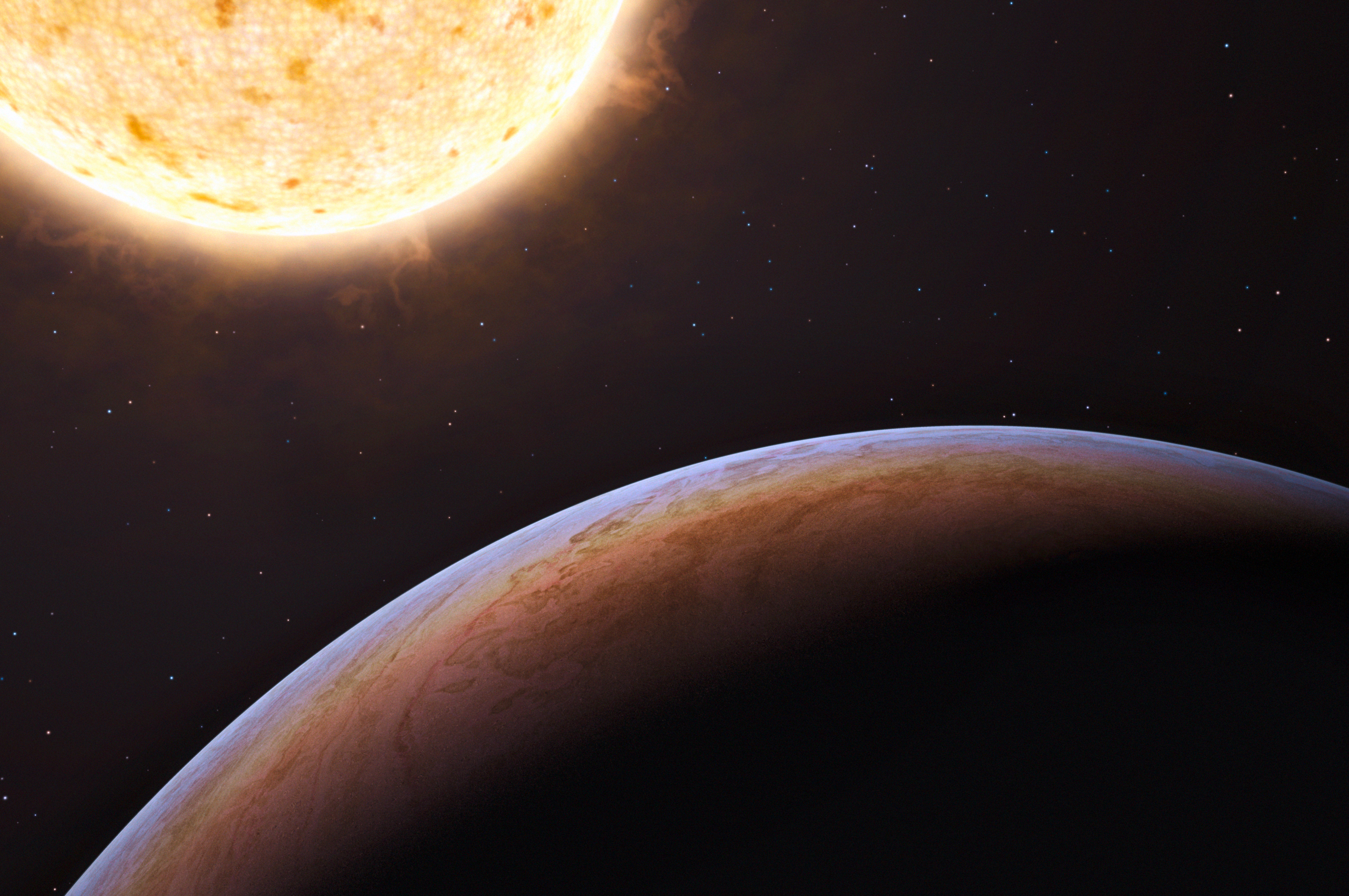
HIP 13044 b - este prima planetă extragalactică descoperită (la 18 noiembrie 2010) - reprezentare artistică

O planetă extragalactică este o planetă care se află în afara galaxiei noastre, a Căii Lactee. Alți termeni utilizați pentru aceste planete sunt „planetă extrasolară extragalactică” și „exoplanetă extragalactică”.
Descoperirea planetelor extragalactice este deosebit de dificilă, deoarece galaxia noastră are o rază enormă, de circa 50.000 de ani-lumină, în timp ce planetele sunt corpuri reci și întunecate, fără lumină sau radiație proprie. 